# Pomnik Henryka Sienkiewicza w Warszawie
Pomnik Henryka Sienkiewicza – monument znajdujący się w Łazienkach Królewskich w Warszawie.

## Opis
Wkrótce po śmierci Henryka Sienkiewicza w roku 1916 zamierzano uczcić jego pamięć pomnikiem w Warszawie. Dopiero w roku 1937 powstał komitet budowy, który zamierzał wznieść monument na placu Małachowskiego. Do realizacji nie doszło wskutek wybuchu II wojny światowej.
W roku 1997 dr Zbigniew Karol Porczyński z żoną Janiną powrócili do zamiaru budowy pomnika, przeznaczając na ten cel sumę stu tysięcy dolarów. 6 lutego 1997 powołano komitet budowy pomnika w składzie:
- Marian M. Drozdowski – prezes
- Tadeusz Kulczycki – wiceprezes
- Maria Bokszczanin – wiceprezes
- Hanna Szwankowska – sekretarz
- Bogdan Kurant – dyrektor Muzeum Kolekcji im. Jana Pawła II w Warszawie

Kamień węgielny został położony 11 czerwca 1998. Zgodnie z życzeniem fundatora, realizacji pomnika dokonał Kazimierz Gustaw Zemła. Postać pisarza została odlana z brązu w zakładzie Tadeusza Zwolińskiego w Iłży, cokół wykonany jest z dolnośląskiego sjenitu.
Pomnik został odsłonięty 5 maja 2000. Odsłonięcia dokonali wnuczka pisarza Maria Sienkiewicz oraz praprawnuk Jan Sienkiewicz.
Rzeźba przedstawia pisarza w pozycji siedzącej, upuszczającego trzy kartki rękopisu. Po prawej stronie cokołu znajduje się herb Rzeczypospolitej Obojga Narodów z Matką Boską w polu sercowym. Z tyłu pomnika znajduje się tablica z nazwiskiem fundatorów.
Pomnik znajduje się w zachodniej części parku, w pobliżu Alej Ujazdowskich.